# Anisocentropus semiflavus
Anisocentropus semiflavus là một loài Trichoptera thuộc họ Calamoceratidae. Chúng phân bố ở miền Australasia.